# Kareem Jamar
Kareem Jamar (Venice, California, 16 de octubre de 1992) es un baloncestista estadounidense que pertenece a la plantilla del Kharkivski Sokoly de la Superliga de Ucrania. Con 1,96 metros de estatura, juega en la posición de escolta.

## Trayectoria deportiva

### Universidad
Jugó cuatro temporadas con los Grizzlies de la Universidad de Montana en las que promedió 13,8 puntos, 5,5 rebotes y 3,4 asistencias por partido. En sus tres últimas temporadas fue incluido en el mejor quinteto de la Big Sky Conference, y en 2013 fue elegido Jugador del Año tras promediar 14,8 puntos y 5,9 rebotes por partido.

### Profesional
Tras no ser elegido en el Draft de la NBA de 2014, en el mes de septiembre firmó su primer contrato profesional con el Kolossos Rodou B.C. de la A1 Ethniki griega, pero solo llegó a disputar diez partidos en los que promedió 5,5 puntos y 1,5 rebotes por partido,
En 2015 fichó por el Omonia BC de la liga de Chipre, con los que disputó veinte partidos en los que promedió 13,4 puntos y 5,8 rebotes. Ya en agosto de 2016 formó con el equipo austriaco del Kapfenberg Bulls, En su primera temporada promedió 13,6 puntos y 4,2 rebotes, lo que le hizo ganarse la renovación por una temporada más.